# Bertram Williams
Bertram Williams (* 18. Dezember 1876 in Bridgetown, Nova Scotia; † 24. Januar 1934 in Pugwash, Nova Scotia) war ein kanadischer Sportschütze.

## Erfolge
Williams nahm an den Olympischen Spielen 1908 in London teil, bei denen er in nur einer Disziplin antrat. Mit dem Armeegewehr war er Teil der kanadischen Mannschaft, die über sechs verschiedene Distanzen hinter den Vereinigten Staaten und Großbritannien den dritten Platz belegte. Neben Williams gewannen außerdem William Smith, Charles Crowe, Dugald McInnes, William Eastcott und Harry Kerr die Bronzemedaille. Mit 414 Punkten war er der drittbeste Schütze der Mannschaft.
Williams war Private im 69th Annapolis Regiment in Nova Scotia.